# Kedgwick River
Kedgwick River est une communauté non incorporée qui fait partie de la paroisse civile de Grimmer située dans le comté de Restigouche au nord-ouest du Nouveau-Brunswick au Canada.

## Annexe